# Régis Courtecuisse
Régis Courtecuisse (Douai, 30 aprile 1956) è un micologo francese.
È dottore in farmacia dell'Università di Lille 2 e dottore in scienze dell'Università di Parigi XI (Orsay).
Attualmente insegna alla Facoltà di scienze farmaceutiche e biologiche all'Università di Lille 2.
È considerato come uno dei più grandi micologi moderni.
Dal 2006 è presidente della Société mycologique de France.

## Opere principali
- 1986: Clé de détermination macroscopique des champignons supérieurs des régions du Nord de la France (CRDP Amiens).
- 1991: Premier atlas microphotographique pour l'expertise et le contrôle des champignons comestibles et leurs falsifications (Montpellier).
- 1992: La classification des champignons: schéma général et points de repère (Bulletin de la Société mycologique du Nord).
- 1993: Guide de poche des champignons (Delachaux & Niestlé).
- 1994: Les Champignons de France (Eclectis).
- 1994-2000: Guide des champignons de France et d'Europe (Delachaux & Niestlé).
- 1999: Mushrooms & Toadstools of Britain and Europe (Collins).
- 1999: Mushrooms of Britain & Europe (Delachaux & Niestlé).
- 2000: Photo-guide des champignons d'Europe (Delachaux & Niestlé).